# الحرب الأهلية الكاميرونية
الحرب الأهلية الكاميرونية المعروفة أيضًا باسم الأزمة الإنجليزية أو حرب أمبازونيا، هو صراع سياسي على الحكم في المنطقة الجنوبية للكاميرون، يشكل جزءًا من مشكلة الناطقين بالإنجليزية. في سبتمبر 2017، أعلن الانفصاليون عن المناطق الناطقة بالإنجليزية في الشمال الغربي والجنوب الغربي (المعروفه مجتمعيا باسم جنوب الكاميرون) استقلال أمزونيا وبدأوا القتال ضد حكومة الكاميرون.
بدأ النزاع على شكل تمرد صغير النطاق، سرعان ما امتد في غضون سنة إلى معظم المناطق الناطقة بالإنجليزية. ابتداءً من صيف عام 2019، تسيطر الحكومة على المدن الرئيسية وأجزاء من الريف، بينما يسيطر الانفصاليون على جزء من الريف ويظهرون بانتظام في المدن الكبرى.
تسببت الحرب في مقتل حوالي 3000 شخص وأجبرت أكثر من نصف مليون شخص على الفرار من منازلهم. على الرغم من أن سنة 2019 شهدت أول خطوة بناءة للحوار بين حكومة الكاميرون والانفصاليين، بالإضافة إلى الحوار الوطني الرئيسي ورغم ذلك لازالت الحرب مشتدة.